# Prozvenella similis
Prozvenella similis är en insektsart som först beskrevs av Lucien Chopard 1969.  Prozvenella similis ingår i släktet Prozvenella och familjen syrsor.

## Underarter
Arten delas in i följande underarter:
- P. s. similis
- P. s. orientalis
- P. s. occidentalis
- P. s. meridionalis